# Fast & Furious 8
Fast & Furious 8 (tựa gốc tiếng Anh: The Fate of the Furious hoặc Fast 8, thường ký hiệu là F8) là một bộ phim điện ảnh hành động của Mỹ năm 2017 do F. Gary Gray đạo diễn và Chris Morgan đảm nhiệm khâu kịch bản. Đây là phần phim thứ tám trong thương hiệu phim Fast & Furious, với sự tham gia của dàn diễn viên Vin Diesel, Dwayne Johnson, Jason Statham, Michelle Rodriguez, Tyrese Gibson, Chris "Ludacris" Bridges, Scott Eastwood, Nathalie Emmanuel, Elsa Pataky, Kurt Russell và Charlize Theron. Fast & Furious 8 tiếp tục câu chuyện về Dominic Toretto và cuộc sống yên bình của anh với người vợ Letty, cho đến khi anh bị trùm tin tặc Cipher ép buộc phải đổi phe và phản bội lại những người đồng đội mà anh từng gọi là gia đình, buộc họ phải đuổi theo Dom và hạ gục Cipher.
Fast & Furious 8 là phần phim thứ hai trong loạt phim sau The Fast and the Furious: Tokyo Drift (2006) không có sự tham gia của Paul Walker, nam diễn viên đã qua đời trong một tai nạn vào ngày 30 tháng 11 năm 2013 trong thời gian Fast & Furious 7 (2015) đang được bấm máy. Đây cũng là lần thứ hai Jordana Brewster không xuất hiện trong loạt phim do kịch bản phim của phần tám bị thay đổi sau cái chết của Walker, với câu chuyện tình yêu giữa hai nhân vật Brian O'Conner và Mia Toretto đã được hoàn thành vào cuối phần bảy.
Kế hoạch thực hiện phần tám của loạt phim được tiết lộ lần đầu tiên vào năm 2015 khi nam diễn viên Vin Diesel tham dự chương trình Jimmy Kimmel Live! và thông báo rằng phần phim sẽ được lấy bối cảnh tại Thành phố New York. Công tác chuẩn bị cho phần phim được bắt đầu ngay sau khi Fast & Furious 7 được công chiếu, với ký kết hợp đồng của Diesel, Morgan và nhà sản xuất Neal H. Moritz. Cùng tháng đó, sau khi đặt ra ngày công chiếu, quá trình tuyển diễn viên được bắt đầu từ tháng 4 cho tới tháng 8 năm 2015. Vào tháng 10 năm 2015, đạo diễn F. Gary Gray, được biết đến qua tác phẩm Straight Outta Compton (2015), được công bố trở thành đạo diễn chính thức của phần phim, kế nhiệm đạo diễn phần phim trước đó là James Wan. Quá trình quay phim bắt đầu được diễn ra vào tháng 3 năm 2016 tại một số địa điểm luân phiên như Mývatn, Havana, Atlanta, Cleveland và Thành phố New York.
Fast & Furious 8 được công chiếu ra mắt vào ngày 4 tháng 4 năm 2017 tại Berlin, và được chính thức công chiếu rộng rãi tại Mỹ, Việt Nam cùng nhiều quốc gia khác vào ngày 14 tháng 4 năm 2017 dưới định dạng 3D, IMAX 3D và 4DX. Phim nhận được nhiều đánh giá hỗn tạp từ giới phê bình điện ảnh, với nhiều ý kiến khen ngợi diễn xuất và các phân cảnh hành động, đồng thời cũng chỉ trích phần cốt truyện. Phim đã thu về tổng cộng hơn 1,2 tỷ USD trên toàn thế giới, trở thành phim điện ảnh thứ ba mươi (và thứ hai của thương hiệu, sau Fast & Furious 7) có doanh thu vượt mốc 1 tỷ USD, phim điện ảnh có doanh thu cao thứ hai của năm 2017 (sau Người đẹp và quái vật), và phim điện ảnh có doanh thu cao thứ mười một mọi thời đại, tính đến tháng 7 năm 2017. Fast & Furious 8 thu về 532 triệu USD toàn cầu trong dịp cuối tuần ra mắt, tạo kỷ lục cho phim điện ảnh có doanh thu ra mắt cao nhất mọi thời đại, đánh bại kỷ lục trước đó của Star Wars: Thần lực thức tỉnh (529 triệu USD). Phần phim tiếp nối có tựa đề Fast & Furious 9 được công chiếu tại các rạp vào ngày 19 tháng 4 năm 2019.

## Nội dung
Dominic "Dom" Toretto và Letty Ortiz đang cùng nhau hưởng tuần trăng mật tại Havana. Tại đây, Dom nhận được lời thách thức cho một cuộc đua xe đường phố đến từ một tay đua địa phương có tên Raldo. Dom đặt cược chiếc siêu xe của mình với Raldo, đổi lấy chiếc xe đua của Raldo nhằm tặng nó cho người em họ Fernando của mình. Sau khi chiến thắng cuộc đua trong suýt soát, Dom đồng ý cho Raldo giữ lại chiếc xe đua của hắn để đổi lấy sự tôn trọng của anh ta, và tặng chiếc siêu xe của mình cho người em họ. Ngày kế tiếp, Dom bị một nữ tin tặc tên Cipher tiếp cận, người ép buộc anh phải đổi phe và làm việc cho ả.
Ngay sau cuộc gặp gỡ, Dom và đồng đội của mình, bao gồm Letty, Roman Pearce, Tej Parker, Ramsey và đặc vụ DSS Luke Hobbs đã cùng nhau đánh cắp thiết bị bom xung điện từ (EMP) từ một căn cứ quân đội tại Berlin. Trong lúc chạy thoát, Dom đã phản bội, đẩy Hobbs ra khỏi tuyến đường và mang thiết bị về cho Cipher. Hobbs sau đó bị bắt và bị nhốt trong cùng một nhà tù mà Deckard Shaw đang bị giam giữ. Sau khi gây ra bạo động, cả hai đều được Frank Petty/Ngài Không Ai Cả và trợ lý, Eric Reisner/Tiểu Không Ai Cả, đưa về căn cứ để giúp đồng đội của Dom và truy bắt Cipher.
Deckard tiết lộ rằng Cipher là người đứng sau các vụ việc trước đây mà nhóm của Dom từng chạm trán, ví dụ như việc đào tạo cho em trai của anh là Owen Shaw đánh cắp Nightshade hay dàn dựng vụ trộm Mắt Thần, phần mềm của Ramsey. Cả nhóm lần theo Dom và Cipher, và nơi cả nhóm đang đứng bất ngờ bị hai người tấn công, Mắt Thần cũng bị đánh cắp. Khi Dom bắt đầu hỏi về động cơ của Cipher, Cipher tiết lộ rằng ả đang bắt giữ người yêu cũ của Dom, đặc vụ DSS Elena Neves – và đứa con trai của họ, người mà Dom không ngờ tới – nhằm ép Dom phải trung thành theo ả. Elena nói với Dom rằng cô mang thai đứa bé cùng thời điểm Dom nhận ra Letty còn sống, chính vì vậy nên cô đã giấu anh. Cô muốn anh quyết định tên của đứa bé, cùng với tên đệm là Marcos mà cô đã tự đặt.
Ở thành phố New York, Cipher cử Dom đi đánh cắp vali chứa mã phóng hạt nhân được giữ bởi Bộ trưởng Bộ Quốc phòng Nga. Trước vụ đánh cắp, Dom đã qua mặt Cipher - với sự trợ giúp của Raldo - để gặp bà Magdalene Shaw, mẹ của Deckard và Owen, nhờ giúp đỡ mình. Cipher điều khiển số lượng lớn xe ô tô trên đường phố khiến chúng lái tự động để hạ gục đoàn xe của ông Bộ trưởng. Nhóm của Hobbs ngăn chặn Dom, nhưng Dom đã bỏ chạy và bắn Deckard. Letty đuổi kịp và giật cái vali từ tay Dom, nhưng Connor Rhodes - tay sai của Cipher đã giành lại cái vali. Cipher sau đó ra lệnh Rhodes giết chết Elena ngay trước mặt Dom như là sự trừng phạt.
Dom xâm nhập vào một căn cứ quân sự ở nước Nga, sử dụng bom xung điện từ để vô hiệu hóa hệ thống an ninh và chiếc tàu ngầm, giúp cho Cipher cướp nó rồi sử dụng vũ khí của nó châm ngòi một cuộc chiến tranh hạt nhân. Nhóm của Hobbs xuất hiện lần nữa để ngăn chặn Dom và Cipher. Deckard, người đã làm giả cái chết của mình, kết hợp với Owen xâm nhập vào máy bay của Cipher để giải cứu con trai của Dom. Khi Deckard báo tin đứa bé đã an toàn, Dom phản lại Cipher rồi giết chết Rhodes, trả thù cho Elena, và tái hợp với các đồng đội cũ. Cipher tức giận bắn tên lửa để giết Dom, nhưng Dom lái xe lòng vòng đánh lừa tên lửa bắn trúng tàu ngầm. Cả nhóm dùng những chiếc xe che chở cho Dom khỏi ngọn lửa của vụ nổ. Deckard lên tới khoang trước của máy bay và đối mặt với Cipher, Cipher liền tẩu thoát bằng cách nhảy dù khỏi máy bay.
Ngài Không Ai Cả và trợ lý của ông ghé thăm nhóm của Dom ở New York. Ông tiết lộ rằng Cipher hiện giờ đang ở Athens. Hobbs được đề nghị quay trở lại làm đặc vụ, nhưng anh từ chối vì muốn dành nhiều thời gian hơn cho con gái mình. Deckard mang đứa bé đến cho Dom. Dom quyết định đặt tên đứa bé là Brian theo tên người em rể mình là Brian O'Conner, và tất cả bọn họ ăn mừng.

## Diễn viên
- Vin Diesel vai Dominic Toretto
- Dwayne Johnson vai Luke Hobbs
- Jason Statham vai Deckard Shaw
- Charlize Theron vai Cipher
- Michelle Rodriguez vai Letty Ortiz
- Tyrese Gibson vai Roman Pearce
- Chris "Ludacris" Bridges vai Tej Parker
- Nathalie Emmanuel vai Ramsey
- Elsa Pataky vai Elena Neves
- Scott Eastwood vai Eric Reisner / Tiểu Không Ai Cả
- Kurt Russell vai Frank Petty / Ngài Không Ai Cả

Tego Calderón và Don Omar đều trở lại với hai vai diễn trước đây của họ là Tego Leo và Rico Santos, đồng đội cũ của Dom ở Cộng hòa Dominica và Rio de Janeiro. Luke Evans trở lại với vai diễn Owen Shaw trong Fast & Furious 6 (2013). Kristofer Hivju cũng xuất hiện với vai diễn Connor Rhodes, cánh tay phải của Cipher. Nữ diễn viên gạo cội Helen Mirren xuất hiện với vai trò khách mời trong vai Magdalene Shaw, mẹ ruột của Deckard và Owen Shaw.

## Sản xuất

### Phát triển
Trong thời gian công chiếu Fast & Furious 7 (2015), Vin Diesel tiết lộ về khả năng phần phim tiếp theo sẽ được thực hiện, "Paul Walker từng nói rằng [phần phim thứ tám] đã được chắc chắn. Và theo một cách nào đó, khi người anh em của bạn chắc chắn về một điều gì, đôi lúc bạn sẽ cảm giác như mình phải bảo đảm cho việc đó sẽ xảy ra... vậy nếu như định mệnh đã như vậy, thì bạn sẽ phải thực hiện nó khi bạn nghe về nó. [Fast & Furious 7] được làm cho Paul, [phần phim thứ tám] được làm nhờ Paul." Diesel cũng bật mí về phần phim thứ tám trong chương trình Jimmy Kimmel Live! khi anh nói rằng nhân vật của Kurt Russell sẽ xuất hiện trong nhiều phần phim nữa. Anh cũng tiết lộ phần phim tiếp theo sẽ được đặt bối cảnh tại Thành phố New York. Chris Morgan sẽ trở lại với kịch bản lần thứ sáu của ông cho thương hiệu, trong khi đó Neal H. Moritz sẽ trở lại đảm nhiệm vị trí sản xuất. Moritz sau đó đã phát biểu, "[Câu chuyện] sẽ phải có một cái gì đó lôi cuốn chúng ta. Nó phải hay bằng hoặc hơn [Fast & Furious 7]".
Tại sự kiện CinemaCon 2015 ở Las Vegas, Diesel xác nhận phim sẽ được công chiếu vào ngày 14 tháng 4 năm 2017. Ngày 16 tháng 8 năm 2015, tại lễ trao giải Teen Choice Awards 2015 (nơi Fast & Furious 8 nhận được giải thưởng cho Lựa chọn phim điện ảnh: Hành động và Walker nhận giải thưởng cho Lựa chọn nam diễn viên: Hành động), Diesel đã gọi phần phim thứ tám với tên Fast 8. Vào tháng 9 năm 2015, Diesel xác nhận phần kịch bản đã gần như hoàn thành, và bày tỏ mong muốn cho Rob Cohen, đạo diễn của phần phim đầu, sẽ trở lại đạo diễn phần phim thứ tám. Ngày 14 tháng 10 năm 2015, Diesel công bố trong chương trình The Tonight Show Starring Jimmy Fallon rằng F. Gary Gray, đạo diễn của Straight Outta Compton, sẽ là đạo diễn chính thức của phim.
Tháng 7 năm 2015, Moritz tiết lộ rằng dù Fast & Furious 7 có sử dụng công nghệ CGI để tái tạo hình ảnh của Walker sau cái chết của anh vào ngày 30 tháng 11 năm 2013, nhân vật Brian O'Conner cũng sẽ không xuất hiện trở lại trong phần tám. Cũng có tin tức cho rằng em trai của Paul, Cody Walker, có thể sẽ tham gia dàn diễn viên trong một vai mới, hoặc thay thế anh trai mình để tiếp tục vai diễn O'Conner; tuy nhiên, các nguồn tin sau đó cũng xác nhận nhân vật Brian O'Conner sẽ không xuất hiện trở lại trong thương hiệu nữa. Moritz cũng phát biểu rằng phim sẽ thay đổi thương hiệu từ một loạt phim trộm cướp trở thành một thương hiệu phim gián điệp, theo sau sự thay đổi từ Fast & Furious 5: Phi vụ Rio (2011). Tháng 12 năm 2016, phim được đổi tên thành The Fate of the Furious.

### Tuyển diễn viên

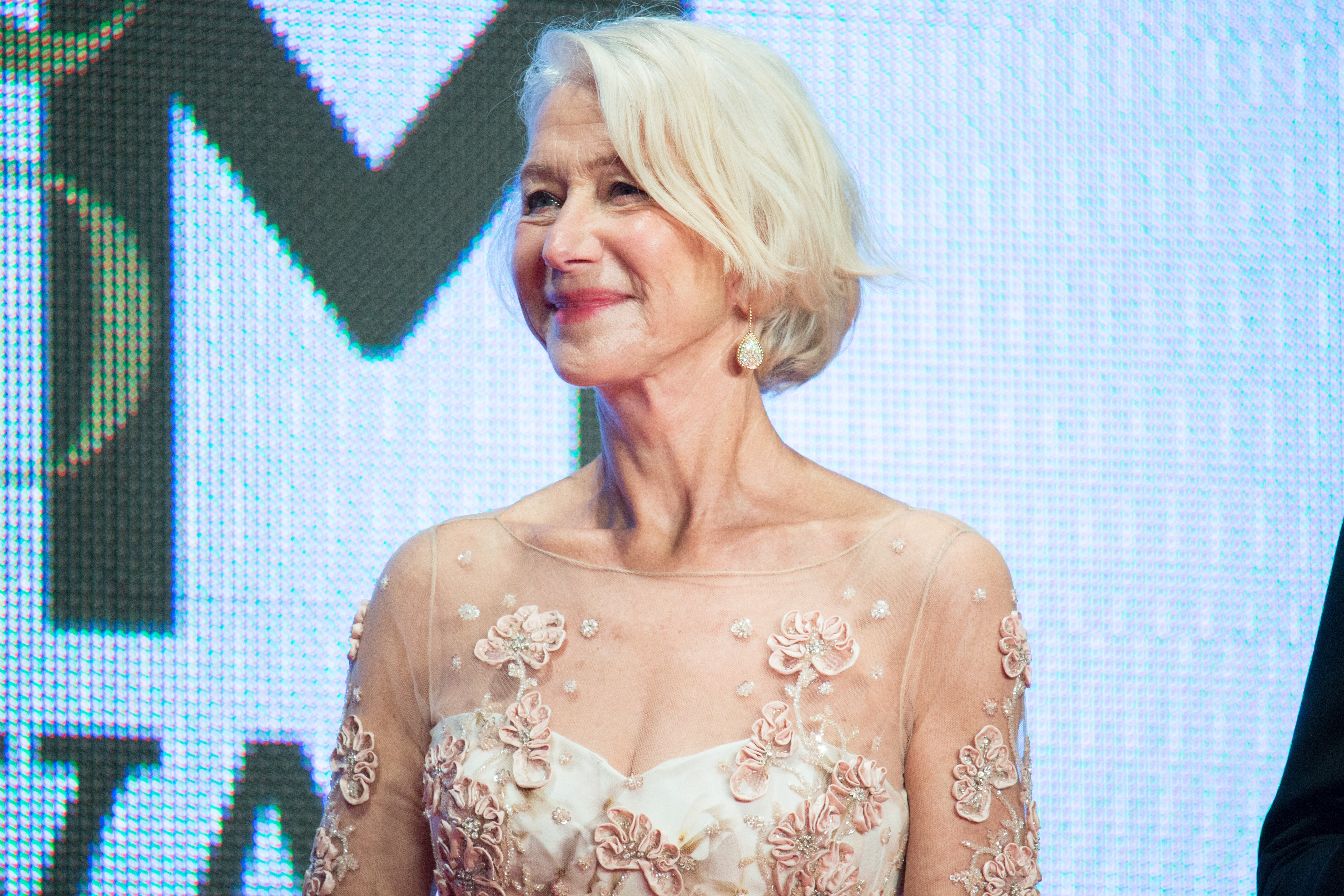
Nữ diễn viên gạo cội Helen Mirren xác nhận rằng bà sẽ tham gia vào một vai diễn trong phim.

Diesel, Russell và Michelle Rodriguez là những diễn viên đầu tiên xác nhận mình sẽ tham gia vào Fast & Furious 8, liền sau đó là Tyrese Gibson và Chris Bridges. Lucas Black cũng ký hợp đồng trở lại với vai diễn Sean Boswell từ The Fast and the Furious: Tokyo Drift cho Fast & Furious 8 và thêm hai phần phim nữa vào tháng 9 năm 2013, dù vậy, anh không xuất hiện trong Fast & Furious 8. Tháng 5 năm 2015, Dwayne Johnson xác nhận phần phim tiếp theo sẽ có mặt anh, thêm vào đó anh cũng bật mí về khả năng một phim ngoại truyện sẽ được thực hiện, tập trung vào nhân vật Luke Hobbs. Jason Statham cũng xác nhận sự tham gia của mình. Tháng 4 năm 2016, Charlize Theron và Kristofer Hivju được xác nhận sẽ góp mặt trong Fast & Furious 8 với vai phải diện, và Scott Eastwood sẽ tham gia bộ phim trong vai một đặc vụ. Ngày 17 tháng 5 năm 2016, Diesel đăng tải một bức ảnh có mặt anh và nữ diễn viên Elsa Pataky trên phim trường lên Instagram, xác nhận rằng cô cũng sẽ trở lại trong phần phim mới, và theo sau là một video hậu trường với Nathalie Emmanuel, nữ diễn viên tham gia trong phần phim trước đó. Tháng 6 năm 2016, nữ diễn viên gạo cội Helen Mirren xác nhận trong một bài phỏng vấn với Elle rằng bà sẽ tham gia vào một vai diễn trong phim. Tháng 7 năm 2016, Don Omar viết trên Twitter rằng anh cùng Tego Calderon sẽ trở lại thương hiệu trong phần phim thứ tám. Trong một bài phỏng vấn với Chris Mannix vào ngày 21 tháng 7 năm 2016, Lucas Black nói rằng anh sẽ không trở lại trong phần phim thứ tám do xung đột lịch làm việc.

### Quay phim
Nhằm giữ vững truyền thống quay phim tại nhiều quốc gia trên thế giới như Dubai hay Rio de Janeiro, vào tháng 1 năm 2016, các nguồn tin cho biết hãng Universal đang đợi chính phủ Mỹ và Cuba chấp thuận để quay một phần của Fast & Furious 8 tại Cuba. Quá trình quay phim chính được bắt đầu vào ngày 14 tháng 3 năm 2016 tại Mývatn, Iceland. Tới cuối tháng 4, phim bắt đầu được bấm máy tại Havana, thủ đô của Cuba. Vào tháng 5, phim được bấm máy tại Cleveland, Ohio. Nhà quay phim của thương hiệu, Stephen F. Windon, đã xác nhận ông sẽ tiếp tục trở lại với công tác ghi hình trong phần tám. Quá trình quay phim cũng được diễn ra tại Atlanta và Thành phố New York.

### Âm nhạc
Brian Tyler, người đã thực hiện phần nhạc nền cho các phần phim thứ ba, bốn, năm và bảy, đã được chọn để biên soạn nhạc nền phim cho Fast & Furious 8. Album nhạc phim chính thức được hãng Atlantic Records phát hành vào ngày 14 tháng 4 năm 2017, trùng với ngày phim được công chiếu. Album nhạc nền phim được phát hành vào ngày 27 tháng 4 năm 2017 bởi Back Lot Music.

## Phát hành
Fast & Furious 8 được công chiếu ra mắt tại Berlin vào ngày 4 tháng 4 năm 2017. Phim được công chiếu tại Mỹ, Việt Nam cũng nhiều quốc gia khác vào ngày 14 tháng 4 năm 2017 dưới định dạng 3D, IMAX 3D, và 4DX. Phim được công chiếu tại 1.074 phòng chiếu IMAX trên toàn thế giới.

### Phương tiện tại gia
Fast & Furious 8 được phát hành dưới định dạng 4K, Blu-ray, DVD và Digital HD vào ngày 11 tháng 7 năm 2017.

## Tiếp nhận

### Doanh thu phòng vé
Fast & Furious 8 đã thu về tổng cộng 225,8 triệu USD tại thị trường Mỹ và Canada, và hơn 1 tỉ USD tại các thị trường ngoại địa, nâng tổng mức doanh thu của phim lên 1,239 tỉ USD, so với mức kinh phí làm phim 250 triệu USD (350 triệu USD nếu tính chi phí quảng bá). Phim trở thành tác phẩm phát hành triển vọng nhất của Universal Pictures trong lịch sử hãng phim. Phim được công chiếu tại 64 thị trường khác nhau từ ngày 12 tháng 4 năm 2017, và được dự đoán sẽ thu về từ 375–440 triệu USD trong năm ngày cuối tuần ra mắt. Kết thúc tuần ra mắt, phim thu về 539,9 triệu USD từ 23.000 rạp chiếu, vượt xa dự đoán ban đầu, trở thành phim có doanh thu ra mắt toàn cầu cao nhất trong lịch sử điện ảnh. Đây cũng là lần thứ ba có một phim điện ảnh thu về hơn 500 triệu USD trong một dịp cuối tuần, sau Star Wars: Thần lực thức tỉnh (529 triệu USD) và Thế giới khủng long (525,5 triệu USD). Ở định dạng IMAX, phim thu về 31,1 triệu USD từ 1.079 phòng chiếu, trở thành phim điện ảnh IMAX có doanh thu ra mắt cao thứ tư từ trước đến nay.
Ngày 30 tháng 4 năm 2017, Fast & Furious 8 cán mốc doanh thu 1 tỉ USD, trở thành tác phẩm điện ảnh thứ hai của năm 2017 (sau Người đẹp và quái vật), phim điện ảnh thứ năm của hãng Universal Pictures (sau Công viên kỷ Jura, Fast & Furious 7, Thế giới khủng long và Minions) và phim điện ảnh thứ ba mươi trong lịch sử có doanh thu vượt mốc 1 tỉ USD. Tính tới tháng 7 năm 2017, Fast & Furious 8 đang là phim điện ảnh có doanh thu cao thứ hai của năm, chỉ xếp sau Người đẹp và quái vật, và phim điện ảnh có doanh thu cao thứ hai của hãng Universal sau Thế giới khủng long công chiếu tháng 6 năm 2015.

### Đánh giá chuyên môn
Fast & Furious 8 nhận được nhiều ý kiến trái chiều từ giới phê bình điện ảnh. Trên hệ thống tổng hợp kết quả đánh giá Rotten Tomatoes, phim nhận được 66% lượng đồng thuận dựa theo 231 bài đánh giá, với điểm trung bình là 6,1/10. Các chuyên gia của trang web nhất trí rằng, "Fast & Furious 8 mở ra một chương mới cho thương hiệu, đổ đầy nhiên liệu bằng dàn diễn viên nổi tiếng quen thuộc và những người hâm mộ phim hành động cuồng nhiệt đúng như dự đoán." Trên trang Metacritic, phần phim đạt số điểm 56 trên 100, dựa trên 45 nhận xét, chủ yếu là những đánh giá trung bình và hỗn tạp. Lượt bình chọn của khán giả trên trang thống kê CinemaScore cho phần phim điểm "A" trên thang từ A+ đến F.